# هنري ساندرز (سياسي)
هنري ساندرز (بالإنجليزية: Henry Sanders)‏ هو سياسي أمريكي، ولد في 28 أكتوبر 1942 بمقاطعة بالدوين في الولايات المتحدة. حزبياً، نشط في الحزب الديمقراطي.